# Tragogomphus christinae
Tragogomphus christinae är en trollsländeart som beskrevs av Legrand 1992. Tragogomphus christinae ingår i släktet Tragogomphus och familjen flodtrollsländor. IUCN kategoriserar arten globalt som otillräckligt studerad. Inga underarter finns listade i Catalogue of Life.